# NGC 4494
NGC 4494 (другие обозначения — UGC 7662, MCG 4-30-2, ZWG 129.5, PGC 41441) — эллиптическая галактика (E1) в созвездии Волосы Вероники.
Этот объект входит в число перечисленных в оригинальной редакции «Нового общего каталога».
Является эллиптической галактикой средней светимости, предположительно, имеет рассеянное гало из тёмной материи.